# Andy LaRocque
Andy LaRocque właściwie Anders Allhage (ur. 29 listopada 1962 w Göteborgu) – szwedzki muzyk, kompozytor i instrumentalista, a także producent muzyczny. Andy LaRocque znany jest przede wszystkim z występów w grupie muzycznej King Diamond.
LaRocque działalność muzyczną rozpoczynał od występów w Swedish Beauty w późniejszym okresie działalności przemianowana na Swedish Erotica. Grał również w amerykańskiej grupie muzycznej Death oraz IllWill wraz z muzykami grupy Mercyful Fate. Wystąpił także na albumach Slaugher of the Soul grupy At the Gates oraz Chapters From A Vale Forlorn grupy Falconer.
Od 1995 roku LaRocque jest właścicielem „Los Angered Recordings Studios” w Angered (Szwecja). Jako producent muzyczny współpracował z takimi zespołami jak: Swordmaster, Einherjer, Midvinter, Sacramentum, Taetre, The Awesome Machine, Astroqueen, Evergrey, Falconer, Ironware, Runemagick, Eidolon, Melechesh, Morifade, Soul Reaper, Dragonland, Sandalinas, Runemagick oraz Darzamat.

## Dyskografia
King Diamond
- Fatal Portrait (1986, Roadrunner Records)
- Abigail (1987, Roadrunner Records)
- Them (1988, Roadrunner Records)
- Conspiracy (1989, Roadrunner Records)
- The Eye (1990, Roadrunner Records)
- The Spider’s Lullabye (1995, Metal Blade Records)
- The Graveyard (1996, Massacre Records)
- Voodoo (1998, Massacre Records)
- House of God (2000, Metal Blade Records)
- Abigail II: The Revenge (2002, Metal Blade Records)
- The Puppet Master (2003, Massacre Records)
- Give Me Your Soul... Please (2007, Massacre Records)

Inne
- E.F. Band - One Night Stand (1985, Mausoleum Records)
- Death - Individual Thought Patterns (1993, Relativity Records)
- At the Gates - Slaughter of the Soul (1995, Earache Records, gościnnie gitara)
- Gutrix - Mushroom Songs (1997, Dzynamite, gościnnie gitara)
- Evergrey - The Dark Discovery (1998, Gothenburg Noiseworks, gościnnie gitara)
- IllWill - Evilution (1998, Diamond Records)
- Furious Trauma - Roll The Dice (1999, Season of Mist, gościnnie gitara)
- Einherjer - Norwegian Native Art (2000, Native North, gościnnie gitara)
- Notre Dame - Abattoir, Abattoir du Noir (2000, Osmose Productions, gościnnie gitara)
- Falconer - Chapters from a Vale Forlorn (2002, Metal Blade Records, gościnnie gitara)
- Taetre - Divine Misanthropic Madness (2002, Mighty Music, gościnnie gitara)
- Falconer - The Sceptre of Deception (2003, Metal Blade Records, gościnnie gitara)
- Melechesh - Sphynx (2003, Osmose Productions, gościnnie gitara)
- Lord Belial - The Seal of Belial (2004, Regain Records, gościnnie gitara)
- Falconer - Grime vs. Grandeur (2005, Metal Blade Records, gościnnie śpiew)
- Lord Belial - Revelation - The 7th Seal  (2007, Regain Records, gościnnie gitara)
- Sandalinas - Fly to the Sun (2008, Metal Heaven, gościnnie gitara)
- Darzamat - Solfernus' Path (2009, Massacre Records, gościnnie gitara)
- Disaster Peace - Disaster Peace (2009, Music Buy Mail, gościnnie gitara)
- Witchery - Witchkrieg (2010, Century Media Records, gościnnie gitara)
- Excommunicated - Skeleton Key  (2011, UW Records, gościnnie gitara)
- Exeloume - Fairytale of Perversion (2011, ViciSolum Productions, gościnnie gitara)